# Coprinus
Coprinus er en lille slægt af paddehat-dannende svampe der bl.a. inkluderer den groft krumskællede stor parykhat (Coprinus comatus) og flere af dens nære slægtninge. Indtil 2001 var Coprinus en stor slægt der bestod af alle paddehat-arter, hvis lameller går i opløsning for at frigive deres sporer. Den sorte blæklignende væske, som dette skaber, gav disse arter deres almindelige navn "blækhatte".
En molekylær fylogenetisk undersøgelse baseret på DNA-data viste imidlertid, at Coprinus comatus var en fjern slægtning til de fleste andre medlemmer af Coprinus og var tættere på slægter i Champignon-familien (Agaricaceae). Da Coprinus comatus er typeart for slægten Coprinus, var det kun denne art og dens nære slægtninge C. sterquilinus og C. spadiceisporus der kunne beholde slægtens navn. 
De fleste arter af Coprinus blev derfor omklassificeret og placeret hver for sig i tre slægter i Psathyrellaceae: Coprinellus, Coprinopsis og Parasola. Coprinus og disse adskilte slægter omtales nu samlet som coprinoidsvampe.

## Etymologi
Fra oldgræsk κόπρινος (kóprinos, “hører til møg/gødning”), med hentydning til dens habitat.

## Arter i Danmark
Danske arter af slægten omfatter:
- Coprinus comatus (stor parykhat)
- Coprinus plicatilis (hjul-blækhat)
- Coprinus sterquilinus (møg-parykhat)

- Stor parykhat (Coprinus comatus). En almindelig svamp i Danmark.
- Hjul-blækhat (Coprinus plicatilis). Sjældent set.
- Møg-parykhat (Coprinus sterquilinus). Arten er meget sjælden i Danmark og angivet på den danske rødliste som VU (sårbar).

### Udvalgte tidligere arter
- Coprinus atramentarius - nu Coprinopsis atramentaria (Almindelig blækhat)
- Coprinus micaceus - nu Coprinellus micaceus (Glimmer-blækhat)
- Coprinus plicatilis - nu Parasola plicatilis (Plæne-hjulhat)

## Eksterne links
- "The Genus Coprinus: The Inky Caps" af Michael Kuo, MushroomExpert.com, februar 2005.
- Studies in Coprinus: Coprinus site of Kees Uljé – taksonomi og nøgler til coprinoidsvampe.
- Fungus of the Month for May 2004: Coprinus comatus, the shaggy mane af Tom Volk, TomVolkFungi.net.